# Anna-Kaisa Ikonen
Anna-Kaisa Ikonen (ur. 4 kwietnia 1977 w Tampere) – fińska polityk, nauczycielka akademicka i działaczka samorządowa, posłanka do Eduskunty, wiceprzewodnicząca Partii Koalicji Narodowej, od 2023 minister.

## Życiorys
Kształciła się na Uniwersytecie w Tampere, na którym uzyskał magisterium (2001) i doktorat (2010) w zakresie nauk społecznych. Pracowała jako kierownik do spraw projektów oraz rozwoju w różnych instytucjach. Zaangażowała się w działalność polityczną w ramach Partii Koalicji Narodowej. W latach 2009–2011 pełniła funkcję zastępczyni burmistrza Tampere. W latach 2011–2013 oraz 2018–2019 była sekretarzem stanu w ministerstwie finansów. Dwukrotnie zajmowała stanowisko burmistrza swojej rodzinnej miejscowości (2013–2017 i 2021–2023). Przez kilka lat pracowała jako wykładowczyni na macierzystej uczelni.
W 2019 po raz pierwszy uzyskała mandat deputowanej do Eduskunty, który wykonywała do 2021. W 2020 została wiceprzewodniczącą swojego ugrupowania. W wyniku wyborów w 2023 powróciła do fińskiego parlamentu.
W czerwcu 2023 objęła urząd ministra władz lokalnych i regionalnych w rządzie Petteriego Orpa.